# KFC Komárno
KFC Komárno là một câu lạc bộ bóng đá Slovakia, đến từ thị trấn Komárno. Câu lạc bộ được thành lập năm 1900. Màu sắc của đội là tím và trắng.

## Lịch sử
Câu lạc bộ được thành lập ngày 29 tháng 5 năm 1900 với tên gọi Komáromi Labdarúgó Társaság. Sau hai năm, vào năm 1902 họ có tên gọi Komáromi Football Club (KFC). Trận đấu đầu tiên của KFC diên ra vào ngày 29 tháng 7 năm 1900 trước Budapest Kistétény, thất bại 0-5, hiệp một 0-1. Câu lạc bộ tập trung giáo dục những tài năng trẻ. Giám đốc của KFC Gyula Höltzl, năm 1904 tổ chức trận đấu đầu tiên cho học sinh ở trong lãnh thổ của Slovakia ngày nay.
Một trong những học sinh thành công nhất là Szilárd Németh, cựu tuyển thủ quốc giaSlovakia, cầu thủ ghi bàn nhiều thứ hai (22 bàn) mọi thời đại, chỉ sau Róbert Vittek với 23 bàn.

## Cổ động viên
Cổ động viên của KFC Komárno được gọi là Gruppo Porcaccioni.

## Đội hình hiện tại
Tính đến ngày 11 tháng 3 năm 2019

Ghi chú: Quốc kỳ chỉ đội tuyển quốc gia được xác định rõ trong điều lệ tư cách FIFA. Các cầu thủ có thể giữ hơn một quốc tịch ngoài FIFA.
| Số | VT | Quốc gia | Cầu thủ                 |
| -- | -- | -------- | ----------------------- |
| 1  | TM | Slovakia | Lukáš Leckéši           |
| 2  | HV | Slovakia | Roman Maximilián Kollár |
| 3  | HV | Slovakia | Martin Šimko            |
| 5  | HV | Nga      | Aleksandr Luzin         |
| 6  | HV | Slovakia | Marcel Ondruš           |
| 7  | TĐ | Slovakia | Roman Maximilián Kollár |
| 8  | TV | Slovakia | Kristóf Domonkos        |
| 10 | TV | Slovakia | Peter Lupčo             |
| 11 | TĐ | Slovakia | Patrik Pinte            |

| Số | VT | Quốc gia | Cầu thủ         |
| -- | -- | -------- | --------------- |
| 17 | TV | Slovakia | Roman Zemko     |
| 21 | HV | Slovakia | Samuel Antálek  |
| 35 | TM | Slovakia | Matej Slávik    |
| 77 | TV | Slovakia | Dominik Ujlaky  |
| 97 | TV | Slovakia | Daniel Valach   |
| 99 | TĐ | Slovakia | András Mészáros |
| —  | HV | Hungary  | Bálint Krén     |
| -  | HV | Slovakia | Kornel Saláta   |

Về các chuyển nhượng gần đây, xem Danh sách chuyển nhượng bóng đá Slovakia hè 2019.

## Cầu thủ đáng chú ý
Từng thi đấu cho các đội tuyển quốc gia tương ứng. Các cầu thủ có tên in đậm thi đấu cho đội tuyển quốc gia khi thi đấu cho Komárno.
| - Ferdinand Daučík - Koloman Gögh - Peter Lérant - Vahagn Militosyan | - Anton Moravčík - Szilárd Németh - Tamás Priskin - Navid Rahman | - Kornel Saláta - Marek Střeštík - Juraj Szikora |

## Huấn luyện viên
- Peter Lérant (2011)
- Peter Lérant (2016)
- Richard Matovič (2016-2017)
- Peter Zelenský (2017-2018)
- Jozef Olejník (2018-2019)
- Miroslav Karhan (2019-)